# Palindiona albata
Palindiona albata là một loài bướm đêm trong họ Noctuidae.